# شیفدورف
شیفدورف (به آلمانی: Schiffdorf) یک شهر در آلمان است که در کوکسهاون واقع شده‌است. شیفدورف ۱۴٬۰۳۸ نفر جمعیت دارد.

## خواهرخوانده
شهر کونیگز ووسترهاوزن خواهرخواندهٔ شیفدورف هست.